# Kasteel van Mesen
Het Kasteel van Mesen was tot de sloop in 2015 een kasteel gelegen in de gemeente Lede, Oost-Vlaanderen. Het maakte deel uit van een van de vier cirkelvormige versterkingen, gebouwd door de vorsten tijdens de negende en de tiende eeuw ter bescherming tegen de Noormannen. Het was een rechthoekig hoog gebouw, gesitueerd ten zuiden van de versterking en gelegen rond een binnenplaats met aan de zuidwesthoek een kapel-aanbouw.
Door het huwelijk van Jaak Bette met Isabelle, de enige dochter van de plaatselijke heer Jan de Gruutere, kwam deze rijke Gentse familie in het bezit van Lede en van het kasteel, die zich sindsdien de Heeren van Lede noemen. Jean-François Bette schopte het zelfs tot onderkoning van het eiland Sicilië. De heerlijkheid Lede werd in 1607 tot baronie verheven door de Prins der Nederlanden omdat Jan Bette de titel van baron verwierf. In 1635 behaalde Lede de status van markiezaat, met leden van de familie Bette als markiezen.
Eind negentiende eeuw werd het een kostschool voor meisjes die na de Eerste Wereldoorlog in handen kwam van het Koninklijk Gesticht van Mesen, waaraan het zijn huidige naam ontleent. Omdat onderwijs in het Frans in het Vlaamse gewest verboden werd, staakte de stichting in 1971 alle activiteiten en ontruimde het terrein.
Totale verwaarlozing van de gebouwen en een klassering als parkzone in 1999 laten een ruïne ontstaan. In sommige kranten was er sprake van het opzettelijk verwijderen van dakpannen en vensters om de verkrotting in de hand te werken. In 2010 werd, na een jarenlange en vergeefse strijd van allerhande monumentenorganisaties en architectuurliefhebbers, overgegaan tot sloop. In de plaats zouden serviceflats komen.
Hierop werd op Facebook een groep opgericht, waar diverse liefhebbers hun ongenoegen over de vernietiging van het kasteel uitten. De vraag naar een sluitende wet die het verbiedt om historisch erfgoed in Vlaanderen te slopen of te verwaarlozen is groot.
Maar ondanks alle pogingen om dit erfgoed te bewaren is de kapel en de aanliggende vleugel afgebroken voor de bouw van het nieuwe rusthuis. De toekomst van de overgebleven vleugel, de markizaat en de boerderij lijkt anno 2019 onzeker. De strijd om de overgebleven delen gaat nog steeds verder.

## Galerij

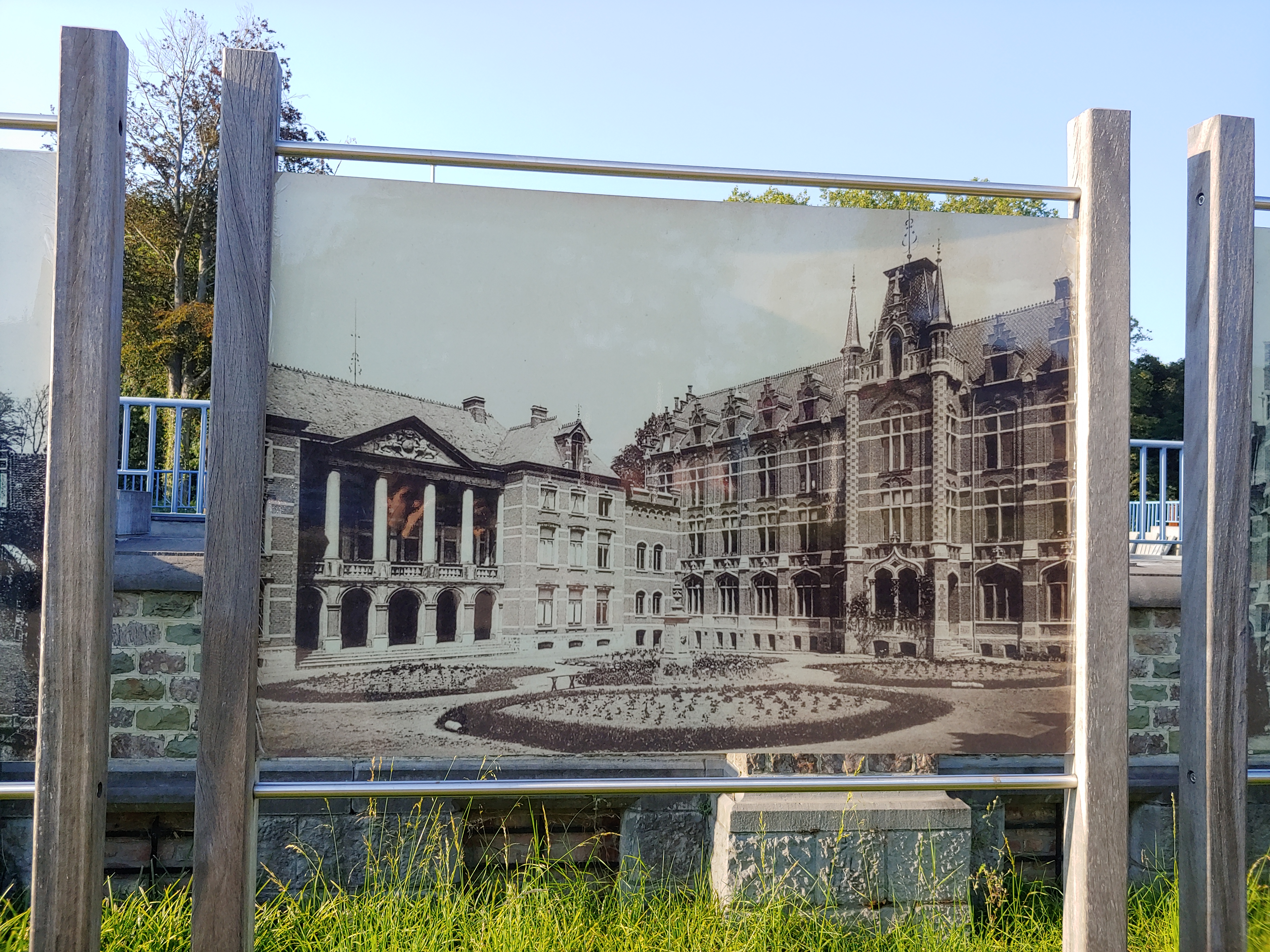
Bord in Lede met foto van het Kasteel van Mesen, voordat het een ruïne werd.
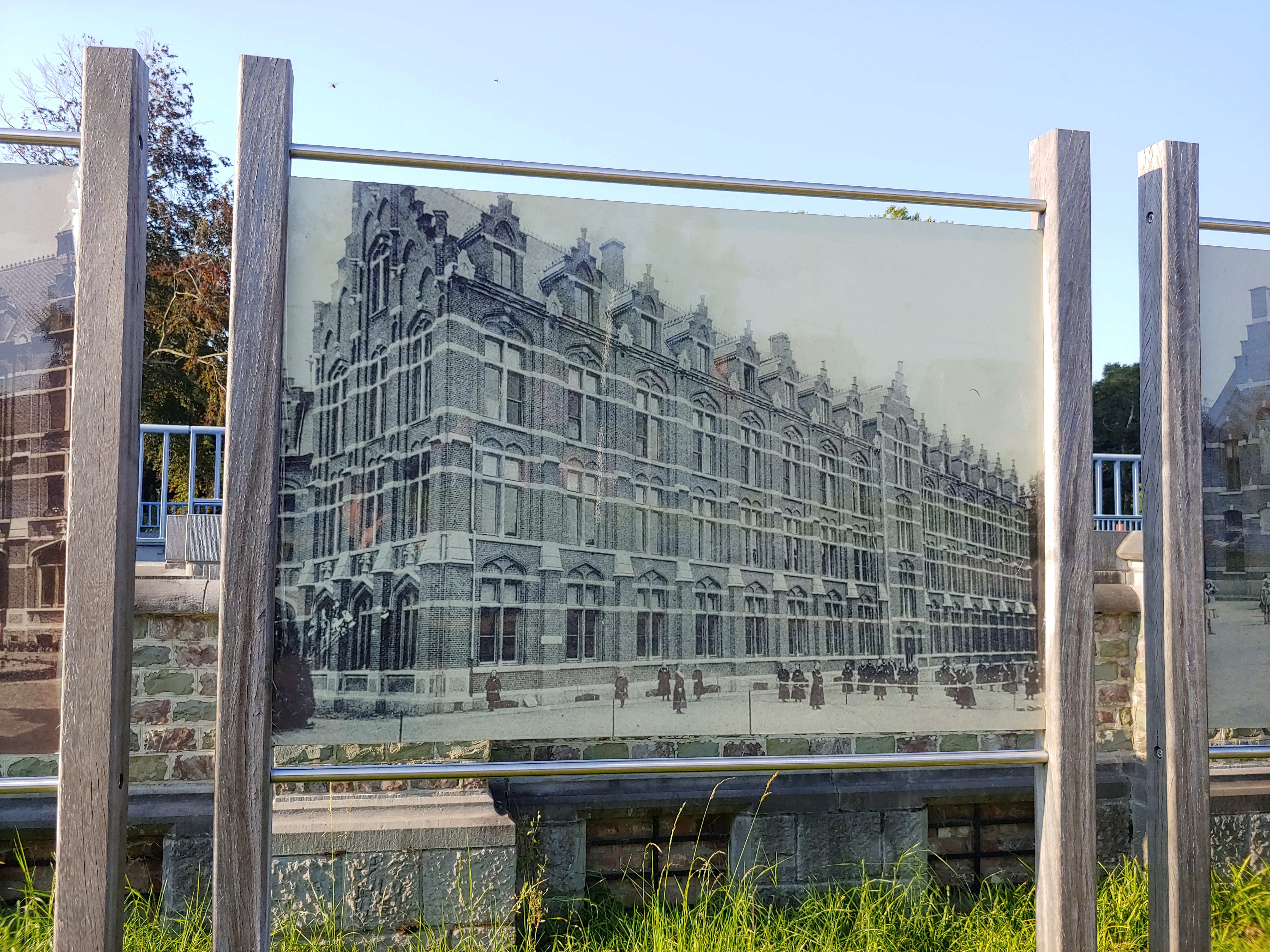
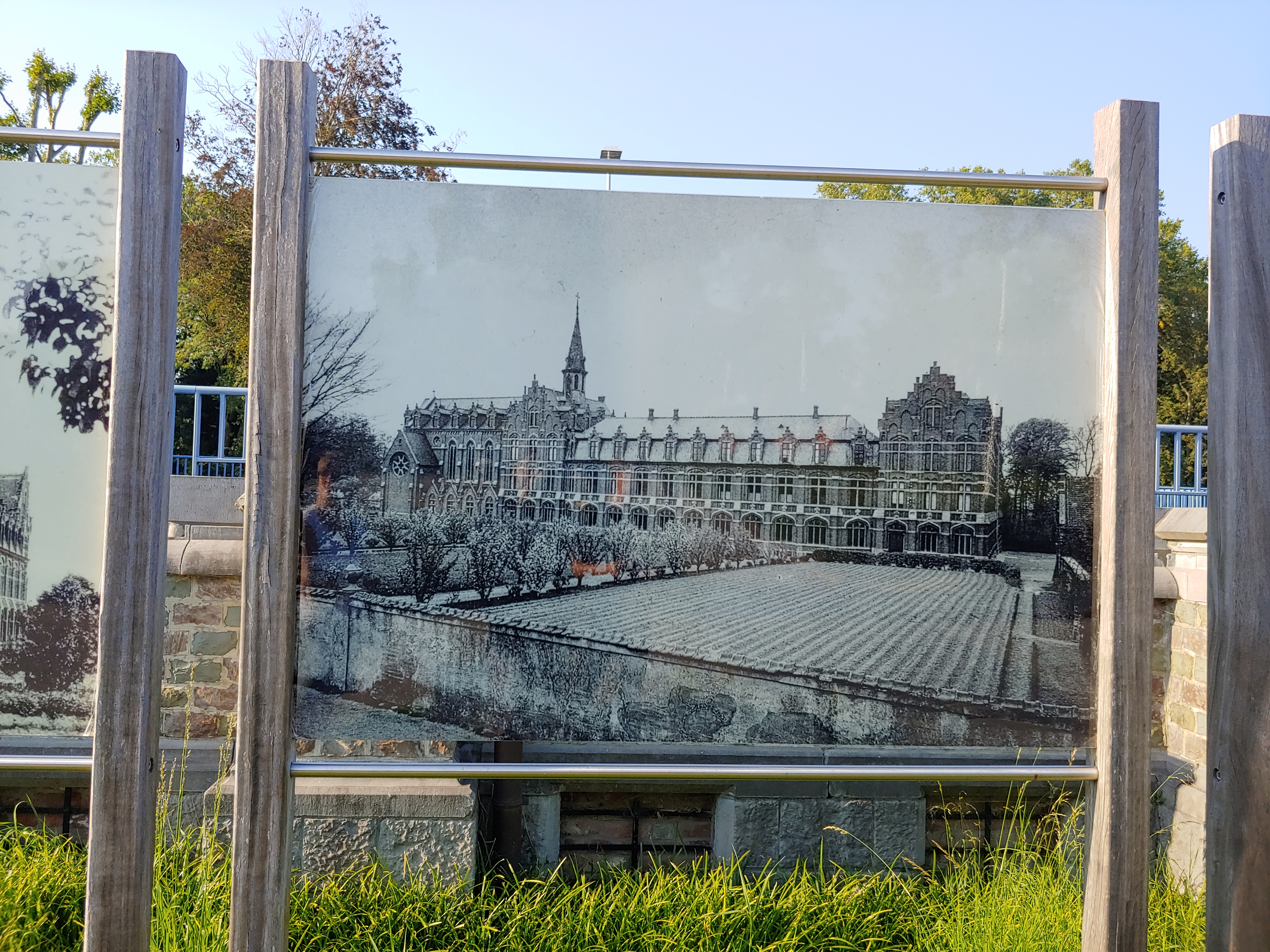
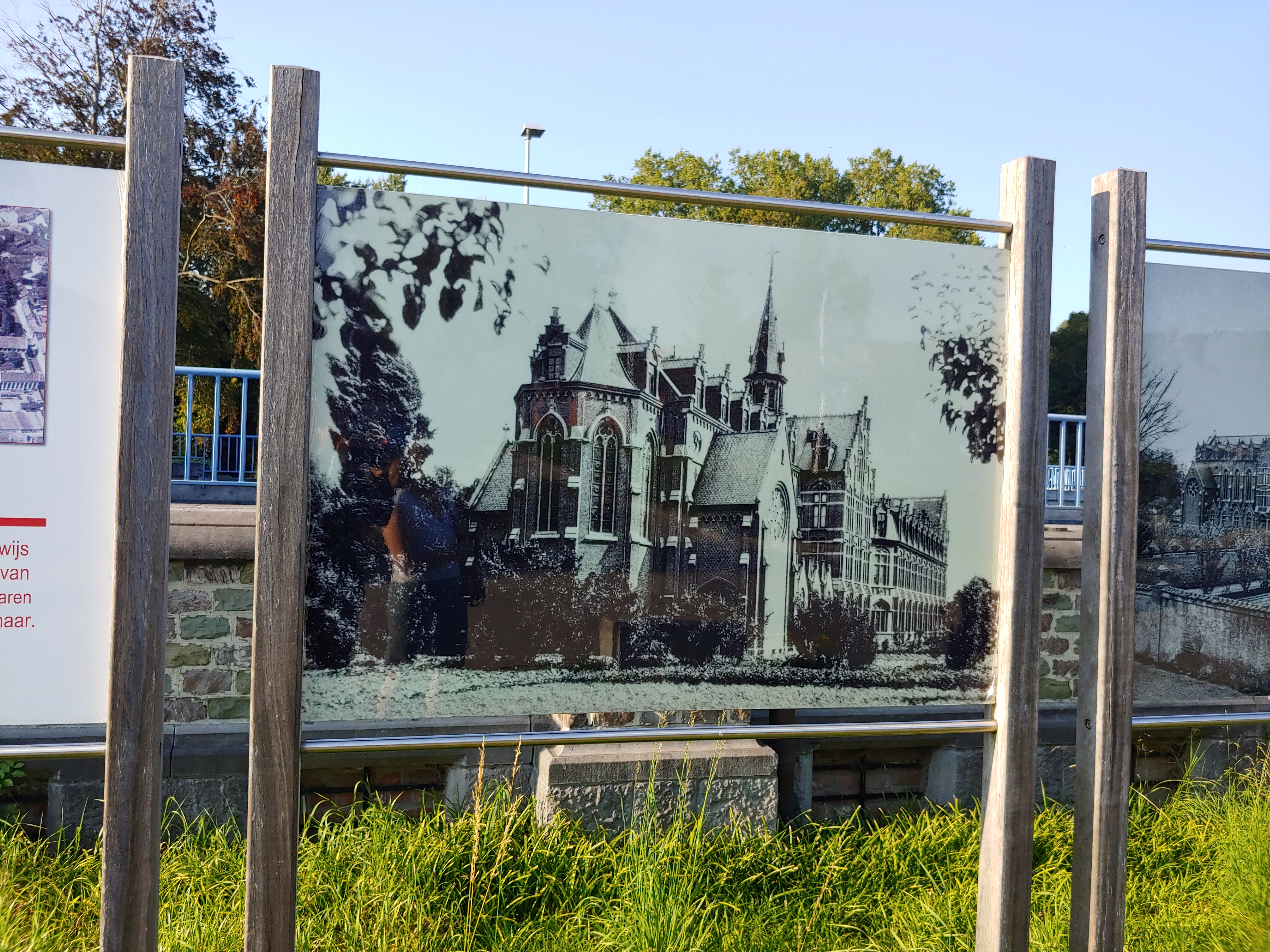
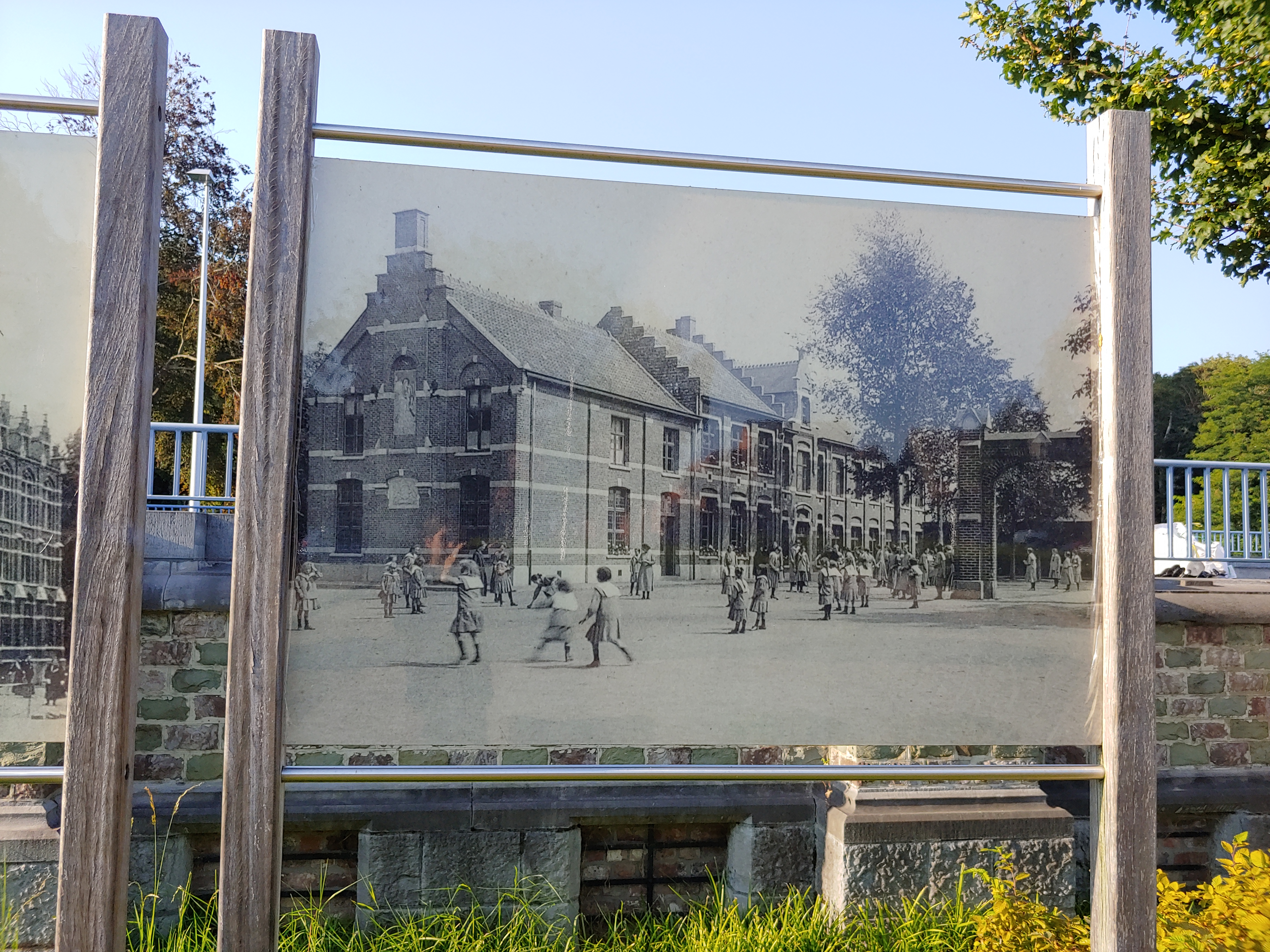
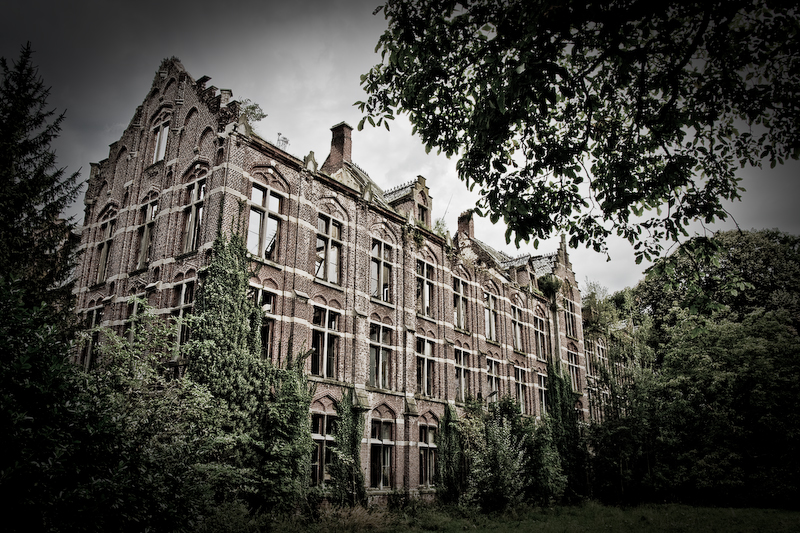
Kasteel van Mesen in september 2008
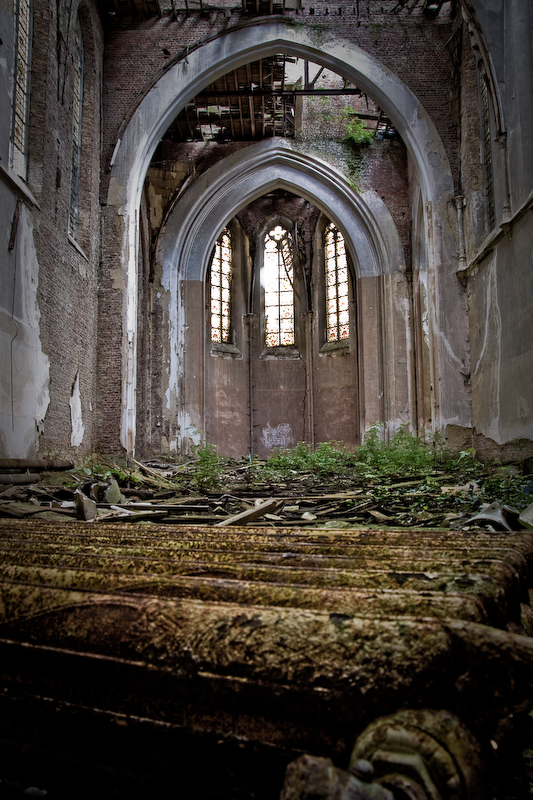
Kasteel van Mesen, kapel (september 2008)
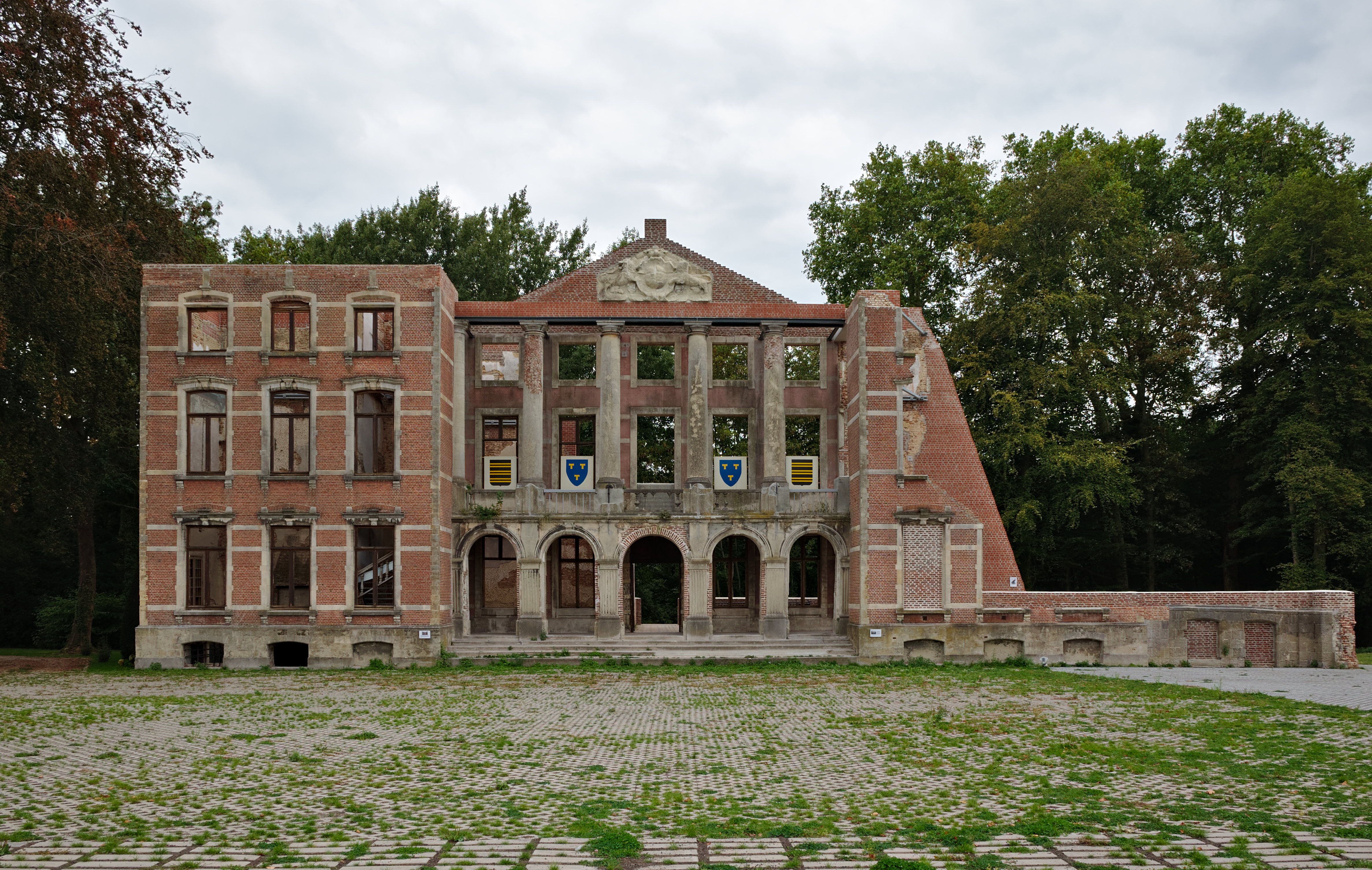
Het Kasteel van Mesen in september 2018
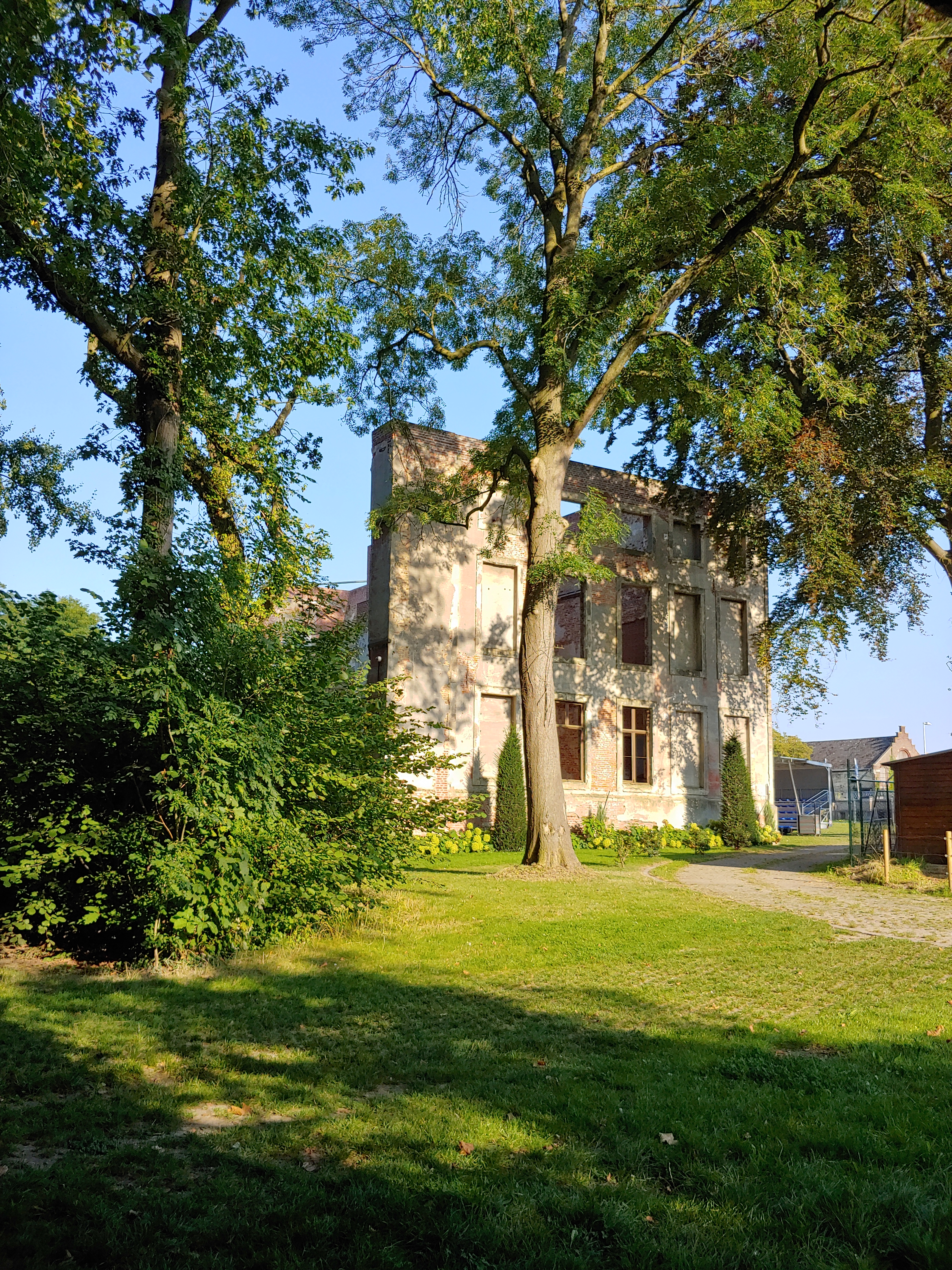
Zijkant van het kasteel van Mesen, 2021.
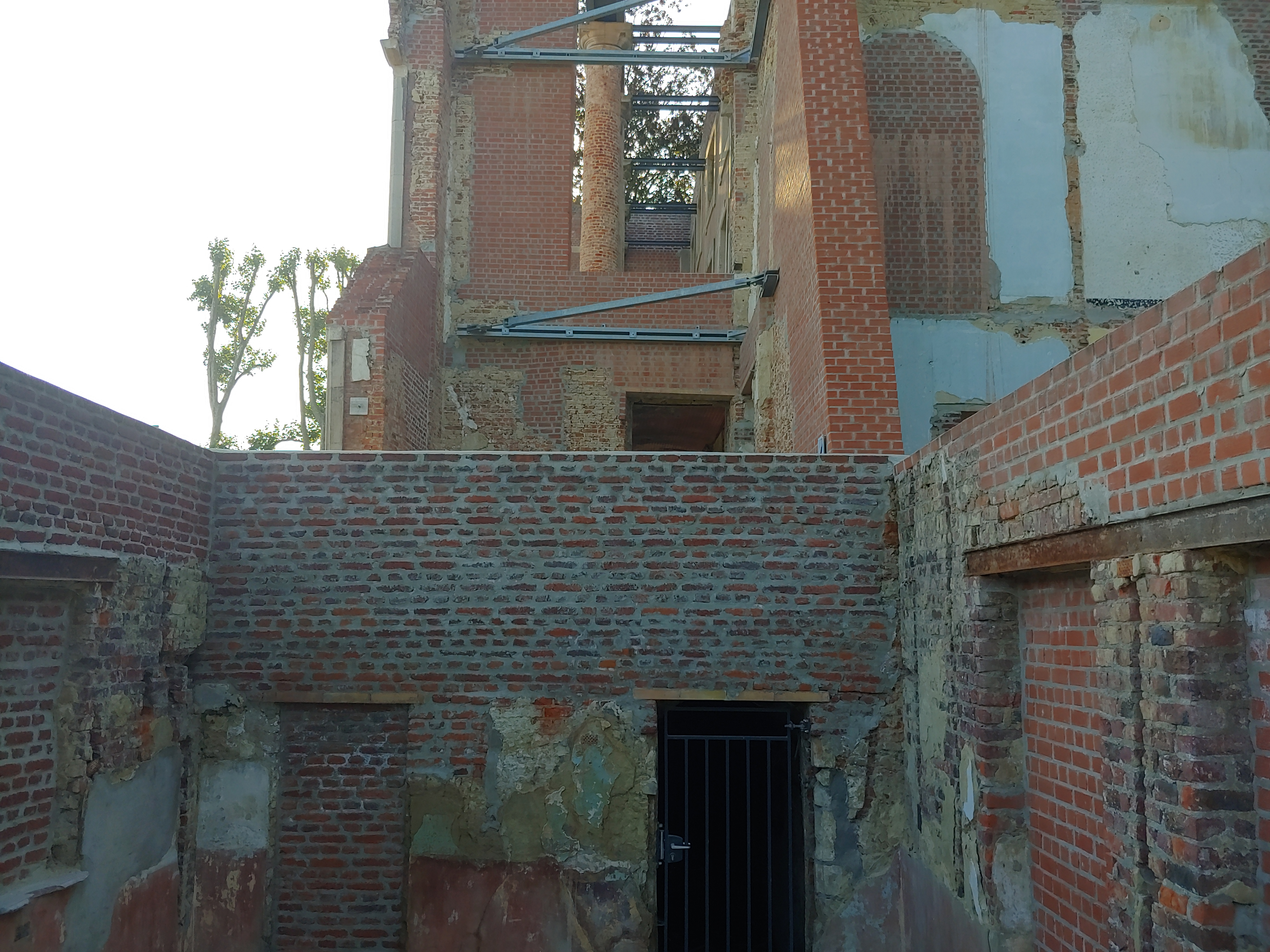
De Ruïne van het kasteel van Mesen, 2021